# MUSIC Heart-Land
MUSIC Heart-Land（ミュージック・ハートランド）は、青森放送ラジオの青森放送局（JOGR 1233kHz）と、野辺地放送局（1062kHz）で放送されていたラジオ番組。前身のコーナーは「倶楽部Time Walker」（辻拓哉アナウンサーが担当）。また、サタデー夢ラジオが16時台まで放送されていた頃には「夕焼けリクエスト」や「ドキュメント1630」などであった。
パーソナリティーは青森放送アナウンサーの古池雄。
放送時間は、土曜日の16:00～17:00で、この時間は、八戸と十和田のエリアは、『ふれあい八戸土曜スタジオ』を、弘前と深浦のエリアは、『HOTひろさき』を放送している。
2006年秋改編に伴い終了。後番組は文化放送の「高田純次・河合美智子の東京パラダイス」を2009年10月3日までネット受け（八戸・十和田エリア、弘前・深浦エリアはこれまでどおりの放送）。その後、自社制作になったのは、同年10月10日からの「こちら松森一丁目らじお倶楽部」であった。